# Eirik Lunder
Eirik Lunder (* 9. Juni 1999 in Stavanger) ist ein ehemaliger norwegischer Radrennfahrer.

## Sportlicher Werdegang
Im April 2019 wurde Lunder Mitglied im norwegischen UCI Continental Team Coop, für das er bis zur Saison 2021 fuhr. 2021 erzielte er seinen ersten Erfolg auf der UCI Europe Tour, als er zunächst die erste Etappe der Dookoła Mazowsza und am Ende die Gesamt- und Nachwuchswertung für sich entschied.
Nachdem Lunder Ende 2021 bereits Stagiaire (Gastfahrer) war, wurde er zur Saison 2022 Mitglied im UCI ProTeam Gazprom-RusVelo. Nachdem dem Team Gazprom die Lizenz entzogen wurde, kehrte er im April 2022 zu seinem ehemaligen Team Coop zurück. Mit dem Erfolg beim Rhodes Grand Prix erzielte einen der zwei Siege seines Teams in der Saison 2023.
Nach der Saison 2023 beendete Lunder im Alter von 24 Jahren seine Karriere als Radrennfahrer.

## Erfolge
2021
- Gesamtwertung, eine Etappe und Nachwuchswertung Dookoła Mazowsza

2023
- Rhodes Grand Prix